# Az Új köztemető ravatalozója és halottasháza
Az Új köztemető ravatalozója és halottasháza egy budapesti temetkezési épületegyüttes.

## Története
Habár az Új köztemető már 1886-ban megnyitott, ravatalozójának megépítése négy évtizedet várni kellett. A ravatalozó és a hűtőház 1920 és 1925 (más források szerint 1921 és 1925) között épült a főbejárat közelében, Wossala Sándor tervei alapján. (A rekonstrukció 1978 és 1985 között történt). 2001–2002 folyamán több ravatalozó terem belső tere új drapériás burkolatot kapott. Napjainkban 10 ravatali terem áll a gyászolók rendelkezésére. A termekben lehetőség van az elhunytak hamvasztás előtti megtekintésére, és sirató helyiségként is igénybe vehetőek. Évente összesen mintegy 4000 elhunyttól búcsúznak ezekben a termekben.
A hűtőház általában nem látogatható. Kivételes alkalmakkor nyílt eddig lehetőség arra, hogy szakmán kívüli személy megtekintse a működését. Ezen kevés alkalom egyike volt Réz Kata újságírónő esete. 1998-ban járt a hűtőházban, amit Hádész birodalmában címmel mesélte el 1999-es Életre ítélve című könyvében. A rendkívüli „tárlatvezetést” maga a Budapesti Temetkezési Intézet akkori igazgatója, Ladányi Jenő biztosította a részére. Idézet ebből: „Lassan zárják a temetőt, de Ladányi úr vállalkozik rá, hogy elkísér bennünket a halottas házig, s elmehetünk a krematóriumba is. A hatalmas terembe érve megborzongok. Hádész birodalmában a három méter magas, zümmögő, kattogó hűtőkamrák hangja különös módon verődik vissza a falakról. [...] Furcsa, de nem érzek semmi iszonyatot, pedig tudom, most ott járok, ahova egyszer majd én is kerülni fogok, egy kamrára az én nevemet is felírja majd a teremőr. Újra kinyílik egy hűtőajtó. A nejlonnal lefedett, alacsony koporsóból ősz hajú néni sápadt homlokát villantja elő a fény. – Csak ezek az olcsó kiskoporsók férnek be ide, az igaziak nem. A nejlon azért van rajtuk, rájuk ne csorogjon föntről a nedvesség – szólal meg újra kísérőm, majd beleszimatol a levegőbe – Ha nem cserélődne itt ilyen jól a levegő, elég büdös lenne. – A terem végében kezdem csak érezni, miről beszél. Háborogni kezd a gyomrom. Semmi máshoz nem hasonlítható szagok terjengenek. A betonpadozaton kis patakokban folydogál a hűtőkből a nedvesség. – Folyik a hűtő? – kérdezem a betonpadlóra mutatva. – Á dehogy, ez a hűtőkön belüli páralecsapódás. – Szóval emberi pára, fut át az agyamon, és megtántorodok.”